# John George Champion
El teniente coronel John George Champion  ( 1815 - 1854 ) fue un militar, botánico y explorador escocés, que recolectó una inmensa variedad de vegetales de China, volviendo de su tarea militar a Inglaterra en 1850. Retornó al frente de combate en Crimea, al comando del 95.º Regimiento y falleció en el Hospital de Scutari el 30 de noviembre de 1854 debido a las heridas recibidas mientras comandaba su Regimiento en la batalla de Inkerman.

God save his soul, brave soldier

## Honores

### Eponimia
Especies (75)
- (Acanthaceae) Ecbolium championii Kuntze
- (Acanthaceae) Justicia championii T.Anderson ex Benth.
- (Aristolochiaceae) Aristolochia championii Merr. & Chun
- (Boraginaceae) Ehretia championii Wight & Gardner ex C.B.Clarke
- (Fagaceae) Cyclobalanopsis championii Oerst.
- (Rubiaceae) Neurocalyx championii Benth. ex Thwaites

- La abreviatura «Champ.» se emplea para indicar a John George Champion como autoridad en la descripción y clasificación científica de los vegetales.[2]

## Fuente
- Troyer, JR. 1979. The natural history publications of John George Champion (1815–1854), soldier and botanist. JSBNH 9 (2): 125–131 (abril de 1979)